# Vratislav Kulhánek
Vratislav Kulhánek (* 20. listopadu 1943 České Budějovice) je český politik, manažer v automobilovém průmyslu a bývalý předseda Českého svazu ledního hokeje. V roce 2018 se stal kandidátem na prezidenta republiky.

## Osobní a pracovní život
Vystudoval Vysokou školu ekonomickou a European Business School. V letech 1967–1977 pracoval v Českém Krumlově v tamním Okresním stavebním podniku. V letech 1984–1992 byl zaměstnán v Motoru Jikov.
Od roku 1987 byl neoprávněně evidován jako kandidát tajné spolupráce Státní bezpečnosti a o rok později jako agent s krycím jménem „Luboš“. Vratislav Kulhánek tvrdil, že neví, jak se v seznamu ocitl a evidenci ve svazcích StB napadl u soudu. V roce 2004 tak rozhodl Městský soud v Praze, na základě svědectví bývalých pracovníků StB, a konstatoval, že Kulhánek byl ve svazcích StB evidován neoprávněně a jeho jméno má být z evidence vymazáno.
Od roku 1992 působil jako výkonný ředitel ve společnosti Robert Bosch České Budějovice. Z této pozice v roce 1997 přešel do automobilky Škoda Auto a stal se zde předsedou představenstva, kde nahradil tragicky zesnulého Ludvíka Kalmu. V říjnu 2004 se zde stal předsedou dozorčí rady automobilky. Svou působnost na této pozici ukončil v roce 2007.
Od roku 1997 do roku 2007 také působil jako prezident Sdružení automobilového průmyslu a též jako viceprezident Svazu průmyslu a dopravy Od roku 2002 je navíc členem světového výkonného výboru Mezinárodní obchodní komory. Roku 2001 se stal předsedou dozorčí rady společnosti Akuma.
Od 1. listopadu 2007 působí jako předseda správní rady společnosti AAA Auto, dále jako prezident Czech Institute of Directors a též jako člen výboru Asociace exportérů. V současné době dále působí jako člen dozorčí rady Pojišťovny Kooperativa a ve Vědecké radě Vysoké školy ekonomické v Praze. Působí také jako poradce ve firmě Tatra Trucks.
Dříve působil též ve Správní radě Karlovy univerzity a ve správní radě Technické univerzity v Liberci. Mezi roky 2004 a 2008 stál v čele Českého svazu ledního hokeje. Působil též ve výkonném výboru Českého olympijského výboru.
Má rád jízdu závodními automobily. V sedmdesátých letech 20. století se jako spolujezdec po boku Stanislava Fošuma účastnil automobilových závodů s automobilem Škoda 110 L Rallye. Dříve též hrával první ligu ve volejbale, běhával a dodnes hraje tenis.

## Politické aktivity a názory

### Kandidatura na prezidenta
29. června 2017 oznámil svou kandidaturu pro volby prezidenta České republiky v roce 2018, o funkci se ucházel pod hlavičkou ODA. Dne 18. října 2017 oznámil, že se mu podařilo získat podporu 24 poslanců z šesti politických stran a může tedy kandidovat na prezidenta republiky.
V červenci 2017 ve zpravodajském webu kritizoval prezidenta Miloše Zemana kvůli jeho rétorice na adresu muslimů. Podle něj by pro Česko nemělo být problém okamžitě přijmout až 10 tisíc uprchlíků. Dále také nesouhlasí se žalobou, kterou Česko podalo na směrnici EU o omezení zbraní. Podporuje přijetí euro měny, ale zároveň by byl pro to, aby bylo Řecko vyloučeno z eurozóny jelikož prý pravděpodobně na euro nemá. Obchodní vztahy s Ruskem a Čínou považuje za velmi málo zajímavé a není pro jejich další prohlubování. Ekonomické sankce vůči Rusku od Evropské unie ale nepovažuje za správné, jelikož prý poměrně hodně poškodily evropský průmysl, byl by pro ponechání jen sankcí politických. Jednoznačně stojí za členstvím v EU a byl by proti referendu o odchodu Česka z unie. Považuje se za pravicového, konzervativního voliče, nejvíce inklinoval k Unii svobody a ODA, ve volbách v roce 2013 volil ANO, i když ne se vším byl u nich poté spokojený. Neblokoval by vládu s komunisty, ačkoli by ho to nepotěšilo, ale nemůže se prý zasahovat do toho, koho lidé zvolili.
V listopadu 2017 se díky podpoře 24 poslanců stal jedním z devíti prezidentských kandidátů.
V prvním kole se umístil na 9. místě se ziskem 24 442 hlasů (0,47 %).

## Ocenění
V roce 2003 mu byla na Vysoké škole ekonomické udělena medaile Aloise Rašína.